# Ritam (likovna umjetnost)
Svojstvo svakog likovnog djela je da ima sastavne dijelove koji su jednoliki ili raznoliki, te da se ti dijelovi nižu u ravnomjernim ili nejednakim razmacima. Taj redoslijed čimbenika i njihov međusobni odnos nazivamo ritam. 
Ritam se u likovnoj umjetnosti primjenjuje od najvećeg urbanističkog planiranja do najsitnijeg detalja na nekom ukrasu.
Ritam u crtežu je ostvaren kroz nizanje linija (likovna umjetnost) u kontrastu s plohom. U slikarstvu postoji više ritmova (boja, oblika, itd.).
Ritam je najlakše pojasniti na arhitekturi, jer je strogo ravnomjeran ritmički odnos među dijelovima temeljno svojstvo arhitektonskog djela. Ritam tvore dva člana: puno-prazno. Npr. na pročelju grčki grčkog hrama ravnomjerno se nižu volumeni kamenih stupova jednake debljine s jednakim razmacima praznog prostora. Tako se mogu promatrati i arkade u rimskoj arhitekturi, prozorčići na romaničkom zvoniku, mase i šupljine pročelja suvremenih stambenih višekatnica, itd. 
Ritmički se mogu nizati i cijele građevine (slavonski šor, ili kućice u američkim predgrađima).

## Vanjske poveznice
- 11 Different ways to play the beat  Arhivirana inačica izvorne stranice od 30. rujna 2007. (Wayback Machine)
- 1200 rhythmic etudes in different metres (with MIDI)
- Research group specializing in rhythm, timing, and tempo, University of Amsterdam  Arhivirana inačica izvorne stranice od 22. svibnja 2016. (Wayback Machine)
- Research group specializing in rhythm of the Young Academy of Sciences, Humanities and Arts of Germany  Arhivirana inačica izvorne stranice od 27. rujna 2007. (Wayback Machine)
- Melodyhound has a "Query by Tapping" search that allows users to identify music based on rhythm